# 에드실리아 롬블리
에드실리아 롬블리(Edsilia Rombley, 1978년 2월 13일 ~ )는 네덜란드의 가수, 텔레비전 사회자이다. 1995년 걸 그룹 디그니티(Dignity)의 멤버로 데뷔했으며, 네덜란드의 경연 프로그램 《사운드믹스쇼》에서 우승한 후 1996년부터 솔로로 활동하기 시작했다. 유로비전 송 콘테스트 1998과 유로비전 송 콘테스트 2007에 네덜란드 대표로 참가했다.

## 음반 목록
- Thuis (1997)
- Edsilia (1998)
- Face to face (2002)
- Meer dan ooit (2007)
- Live (2009)
- Uit mijn hart (2011)